# Syzygium rubens
Syzygium rubens là một loài thực vật có hoa trong Họ Đào kim nương. Loài này được (Roxb.) Walp. miêu tả khoa học đầu tiên năm 1843.